# Polytechnische Universität Valencia

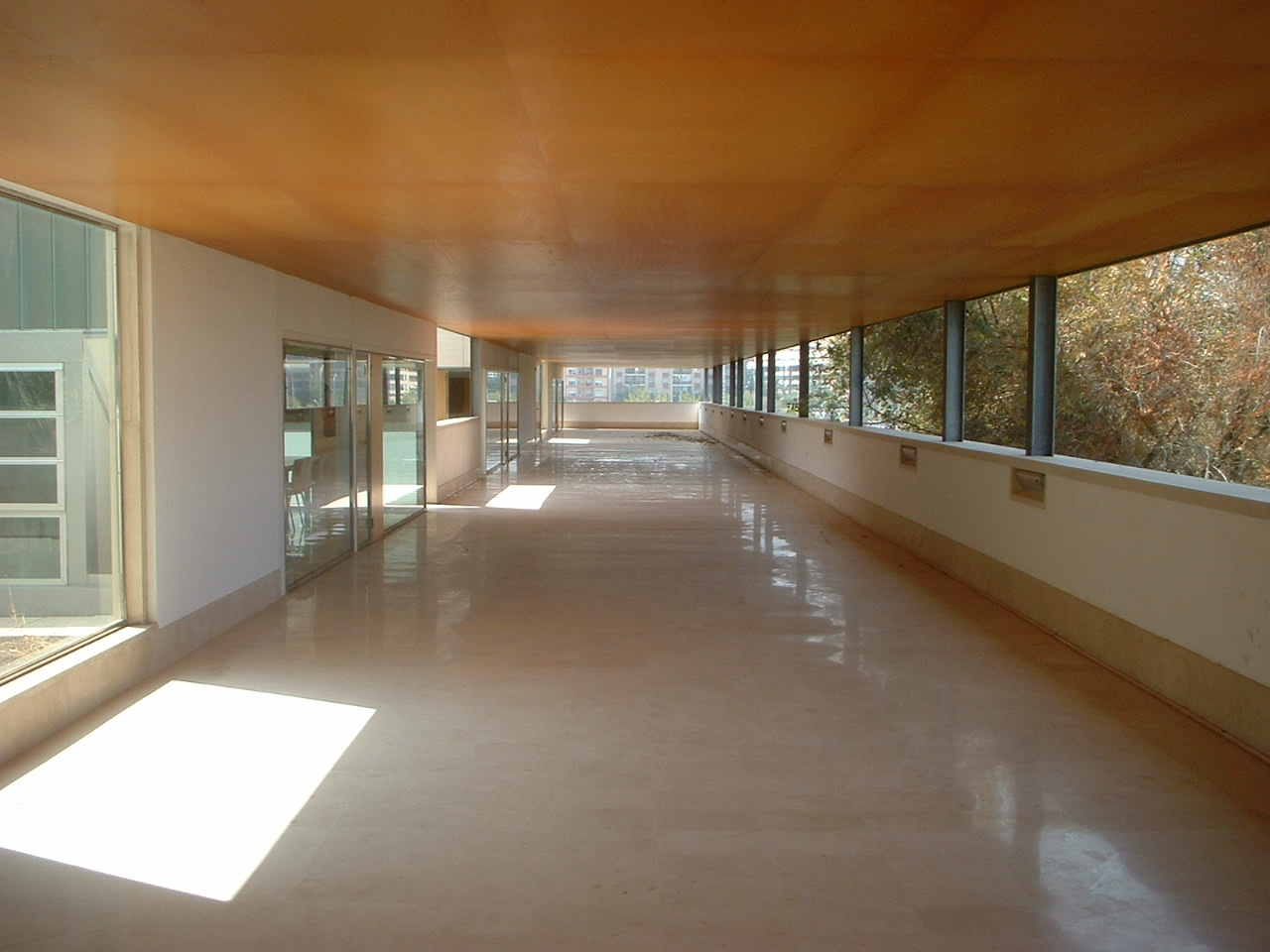
Architekturschule der Polytechnischen Universität Valencia

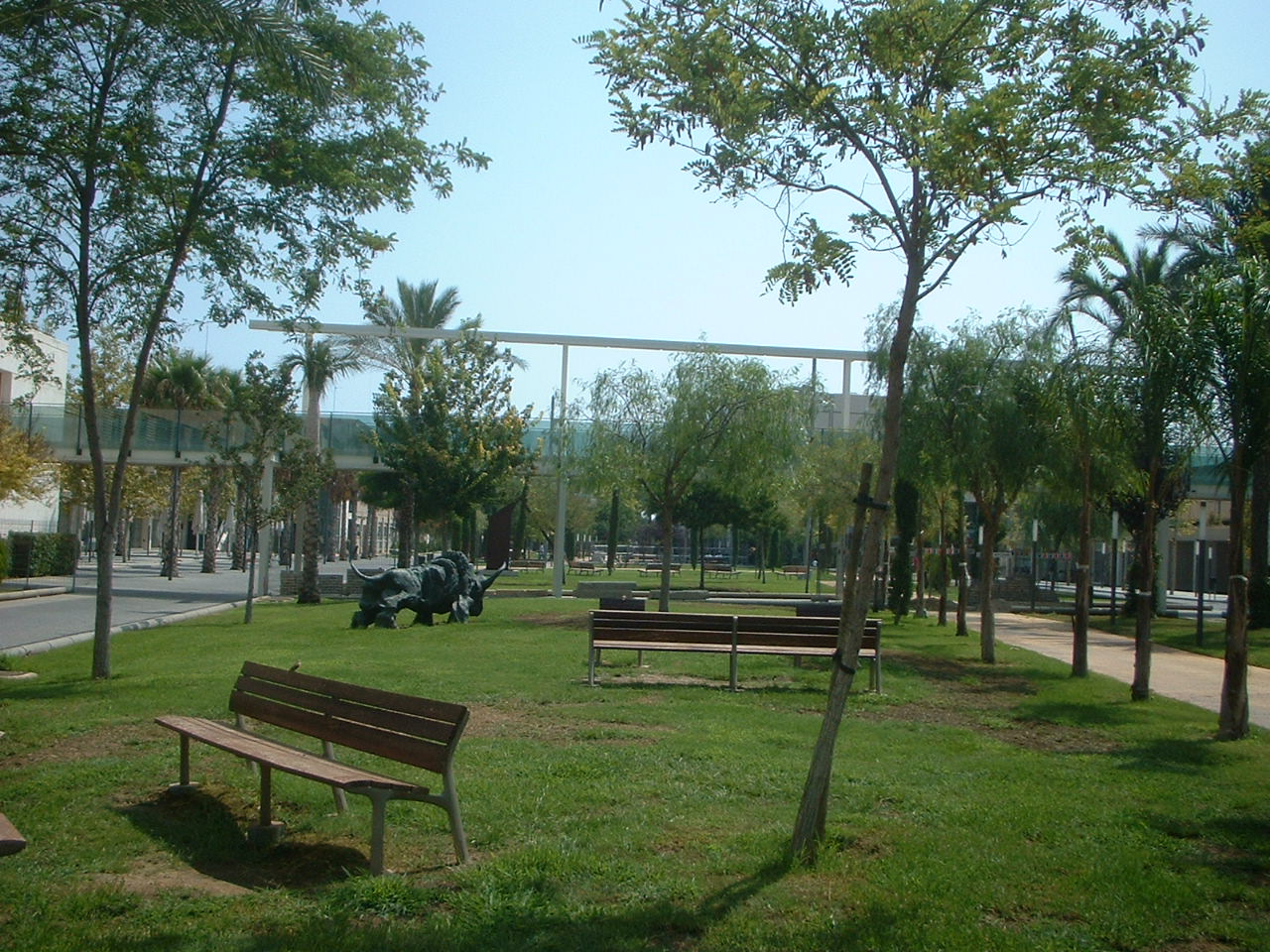
Ágora Universidad Politecnica de Valencia

Die Polytechnische Universität Valencia (Valencianisch und offiziell Universitat Politècnica de València; Spanisch Universidad Politécnica de Valencia), kurz UPV, ist die technische Universität der spanischen Stadt Valencia.

## Campus
Die UPV teilt sich mit über 28.700 Studenten, 2.600 Professoren und 1.700 Angestellten im Bereich Administration und Service in mehrere Campus auf. Der Campus de Vera – mit mehr als 60 Gebäuden der Hauptteil der Universität am nordöstlichen Stadtrand von Valencia, der Campus de Blasco Ibáñez – ebenfalls nördlich im Bereich der Innenstadt von Valencia gelegen, der Campus Gandía – im etwa 60 km südlich der Stadt Valencia gelegenen Küstenort Grau de Gandia, der Campus de Alcoy – im südlich von Valencia gelegenen Ort Alcoy und die Extensión Universitaria de Xàtiva – im südlich von Valencia gelegenen Ort Xàtiva.

## Schulen und Fakultäten
Auf die genannten Lokalitäten teilen sich verschiedene Schulen und Fakultäten auf.
Campus de Vera
- Escuela Técnica Superior de Arquitectura
- Escuela Técnica Superior de Gestión en la Edificación
- Escuela Técnica Superior de Ingeniería Informática
- Escuela Técnica Superior de Ingeniería del Diseño
- Escuela Técnica Superior de Ingeniería Geodésica, Cartográfica y Topográfica
- Escuela Técnica Superior de Ingenieros Agrónomos
- Escuela Técnica Superior de Ingenieros de Caminos, Canales y Puertos
- Escuela Técnica Superior de Ingenieros de Telecomunicación
- Escuela Técnica Superior de Ingenieros Industriales
- Facultad de Administración y Dirección de Empresas
- Facultad de Bellas Artes

Campus de Blasco Ibañez
- Escuela Técnica Superior del Medio Rural y Enología

Campus de Gandia
- Escuela Politécnica Superior de Gandia

Campus de Alcoy
- Escuela Politécnica Superior de Alcoy

### Forschungszentren
Außerdem gibt es 15 universitäre Forschungszentren:
- Instituto Universitario de Aplicaciones de las Tecnologías de la Información
- Instituto de Automática e Informática Industrial
- Instituto Universitario de Conservación y Mejora de la Agrodiversidad Valenciana
- Instituto Universitario de Ingeniería de Alimentos para el Desarrollo
- Instituto Universitario de Ingeniería del Agua y Medio Ambiente
- Instituto Universitario de Matemática Multidisciplinar
- Instituto Universitario de Matemática Pura y Aplicada
- Instituto Universitario de Motores Térmicos
- Instituto Universitario de Restauración del Patrimonio

Die Hauptaufgabe des Instituts liegt in der Forschung im Bereich Denkmalpflege und -schutz. Das IRP wurde im Jahr 1999 als ENCI (Estructura No Convencional de Investigación- nicht konventionelle Forschungsstruktur) nach einer Regierungskommission der Polytechnischen Universität Valencia am 21. Dezember 1999 gegründet. Nach Beschluss der spanischen Lokalregierung vom 13. Januar, wurde das IRP als Forschungsinstitut anerkannt. Es ist in zwei Forschungsbereiche untergliedert: 1. Denkmalpflegerische Eingriffe im Bereich Malerei, Bildhauerei und im architektonischen Kulturerbe. Die Ausbildung und Verbreitung der erzielten Ergebnisse ist Aufgabe der Institution. 2. Das Institut betreibt Grundlagenforschung und angewandte Forschung. Es werden neue Produkte Verfahren, Methoden und Systeme für die Erhaltung des Kulturerbes entwickelt.
- Instituto Universitario de Tecnología Nanofotónica
- Instituto Universitario de Telecomunicación y Aplicaciones Multimedia
- Instituto Universitario Mixto de Biología Molecular y Celular de Plantas
- Instituto Universitario Mixto de Biomecánica de Valencia
- Instituto Universitario Mixto de Tecnología Química
- Instituto Universitario Mixto Tecnológico de Informática

## Liste der Ehrendoktoren
- 1988
  - Joaquín Rodrigo Vidre
- 1990
  - Vicente Aguilera Cerní
  - Federico Mayor Zaragoza
  - Jacques-Yves Cousteau
- 1991
  - Walentina Wladimirowna Tereschkowa
  - Paul Anthony Samuelson
  - Santiago Grisolía García
- 1992
  - Álvaro Siza Vieira
  - Franco Modigliani
  - José Calavera Ruiz
  - Kisshōmaru Ueshiba
  - Francisco Fernández Ordóñez
  - Norman Foster
- 1993
  - Emilio Attard
  - Manuel Valdivia Ureña
  - Santiago Calatrava Valls
- 1994
  - Francisco Lozano Sanchís
  - Vicente Enrique y Tarancón
- 1995
  - Rafael Alberti
  - Gianluigi Colalucci
  - Salvatore Corrado Miseri
- 1996
  - James H. Whitelaw
- 1997
  - Darío Maravall Casesnoves
  - Luis García Berlanga
- 1998
  - Alicia Alonso
  - Adolfo Suárez González
- 1999
  - José Saramago
  - Hanif M.Chaudhry
  - Rudolf A. Marcus
  - Montserrat Caballé
  - Enric Valor i Vives
- 2000
  - Vicente Ferrer
- 2001
  - Miquel Batllori Munné
  - Francisco Brines
  - Marcelino Camacho
  - Nicolás Redondo
- 2002
  - Jean Dausset
  - Robin Thompson
  - Daniel Gianola
- 2003
  - José Antonio Marina
  - Muna al-Hussein